# Portland (Texas)
Pour les articles homonymes, voir Portland.
La ville de Portland est située dans les comtés de Nueces et San Patricio, dans l’État du Texas, aux États-Unis. Elle comptait 15 099 habitants lors du recensement de 2010.

## Source
- (en) Cet article est partiellement ou en totalité issu de l’article de Wikipédia en anglais intitulé « Portland, Texas » (voir la liste des auteurs).